# Dendrorycter
Dendrorycter is een geslacht van vlinders uit de familie mineermotten (Gracillariidae).
Het geslacht omvat één soort:
- Dendrorycter marmaroides Kumata, 1978